# Hoverioptera ambricola
Hoverioptera ambricola là một loài ruồi trong họ Limoniidae. Chúng phân bố ở vùng nhiệt đới châu Phi.